# Daniel Johann Anton von Gebsattel
Daniel Johann Anton von Gebsattel (né le 29 septembre 1718 à Fulda, mort le 12 juillet 1788) est un ecclésiastique allemand.

## Biographie
Daniel Johann Anton vient de la maison de Gebsattel (de).
Gebsattel est ordonné diacre le 23 décembre 1741 et prêtre du diocèse de Wurtzbourg le 21 octobre 1742.
Le 6 mai 1748, il est nommé évêque titulaire de Sigus (de) et évêque auxiliaire de Wurtzbourg. L'évêque de Wurtzbourg, Anselm Franz von Ingelheim, l'ordonne évêque auxiliaire le 2 juin 1748, avec l'aide de Franz Joseph Anton von Hahn (de), évêque auxiliaire de Bamberg, et de Johann Adam Buckel, évêque auxiliaire de Spire.